# Męcka Wola
Męcka Wola – wieś w Polsce położona w województwie łódzkim, w powiecie sieradzkim, w gminie Sieradz. Leży na skraju wsch. granic Sieradza, w pobliżu dużego lasu. 
W latach 1975–1998 miejscowość administracyjnie należała do województwa sieradzkiego.

## Historia
Pierwsze wzmianki w dokumentach datowane są na 1357 r., kiedy to Kazimierz III Wielki wyraził zgodę na lokację wsi na prawie średzkim. Należała ona wówczas do Jaksy, sędziego sieradzkiego.
W pobliżu wsi we wrześniu 1939 r. znajdowało się lotnisko polowe 66 eskadry obserwacyjnej Armii „Łódź”. W styczniu 1945 r. trwały tu ciężkie boje żołnierzy Wehrmachtu z nacierającą Armią Czerwoną.

## Zabytki
Zachował się tutaj murowany dwór neoklasycystyczny z I poł. XIX w., należący dawniej do Siemiątkowskich. Wokół dworu park o zachowanym częściowo regularnym układzie z alejami grabowymi i skupiskiem pomnikowych dębów. Obiekt wykorzystywany przez Zespół Szkół Ponadgimnazjalnych: Technikum Leśne, Technikum Architektury Krajobrazu, Technikum Ochrony Środowiska, Technikum Geodezyjne oraz Technikum Budowlane.